# Даг Форд
Дуглас Роберт «Даґ» Форд (англ. Douglas Robert Ford; нар. 20 листопада 1964, Етобіко, Онтаріо) — канадський бізнесмен і політик, 26-й і нинішній прем'єр Онтаріо з 29 червня 2018 року. Лідер Прогресивно-консервативної партії Онтаріо. Член Законодавчих зборів Онтаріо від виборчого округу Етобіко-Норт. Брат колишнього мера Торонто Роба Форда.
Він був членом міської ради Торонто з 2010 по 2014 рік, кандидат на посаду мера міста у 2014 році.
У березні 2018 був обраний лідером Прогресивно-консервативної партії Онтаріо.